# حور (العدين)

تعديل مصدري - تعديل

حور هي إحدى قرى عزلة عردن بمديرية العدين التابعة لمحافظة إب، بلغ تعداد سكانها 2518 نسمة حسب تعداد اليمن لعام 2004.